# Lauren Kitchen
Lauren Kitchen (Armidale, Nova Gal·les del Sud, 21 de novembre de 1990) és una ciclista australiana, professional des del 2012 fins al 2021. El 2015 es va proclamar campiona d'Oceania en ruta.

## Palmarès
- 2008
  -  Campiona d'Austràlia júnior en ruta
- 2011
  -  Campiona d'Austràlia en critèrium
  -  Campiona d'Austràlia sub-23 en critèrium
  -  Campiona d'Austràlia sub-23 en contrarellotge
- 2013
  -  Campiona d'Austràlia sub-23 en critèrium
- 2015
  -  Campiona d'Oceania en ruta
  - 1a al Tour d'Overijssel
  - 1a al Tour de Zhoushan Island i vencedora d'una etapa
  - Vencedora d'una etapa a la The Princess Maha Chackri Sirindhorn's Cup
- 2018
  - 1a a la La Picto-Charentaise
  - 1a al Gran Premi d'Isbergues